# Bacači sjenki
Bacači Sjenki su neprofitna međunarodna umjetnička i produkcijska platforma za interdisciplinarnu suradnju, stvaralaštvo te promišljanje intermedijalnih umjetnosti posebice u području njihove primjene u urbanim prostorima. Njezino je sjedište u Zagrebu, Hrvatska.

## Povijest organizacije
Na osnovu istoimenog projekta iz 2001. autora Borisa Bakala, Katarine Pejović i Pine Siotto, a u produkciji umjetničke skupine "Orchestra Stolpnik" nastaje organizacija "Bacači sjenki". Osnovali su je 2002. godine intermedijalni umjetnici Boris Bakal i Željko Serdarević, a u njoj od početka djeluju i s njom surađuju Katarina Pejović, Stanko Juzbašić, Vanja Žanko, Srećko Horvat, Sandra Uskoković, Leo Vukelić, Mare Šuljak i mnogi drugi.
BS sustavno i dosljedno potiču interkulturalni dijalog stvarajući projekte i platforme za djelatnu kulturnu razmjenu između hrvatskih i međunarodnih umjetnika i profesionalaca u umjetnosti, te propituju postojeće koncepte individualnog i kolektivnog identiteta. BS svojim djelovanjem ohrabruju raspravu o prirodi i proturječjima globalizacijskih procesa u tijeku i bave se onim društvenim, političkim i kulturnim temama koje ukazuju na važne probleme pojedinog društva. Preteče su i pioniri u svjetskim razmjerima suvremenog objedinjavanja disciplina u složena istraživanja urbanih i antropoloških fenomena grada te hipertekstualnog višemotrišnog istraživanja mjesta, urbane nematerijalne i materijalne baštine temeljena da iskusvima flanerizma, metode derive te mnemotehičkih tehnika aboridžana u mejeutičkom traženju sinhroniciteta. 
Tijekom 23 godine postojanja, BS su ostvarili niz uspješnih i višestruko nagrađivanih projekata i programa na domaćoj i međunarodnoj razini. Većina tih ostvarenja, nastalih kao skulpture u vremenu, propitkuje odnos čovjeka i prostora kroz posve različite pristupe: kao specifičnu studiju svjetskih gradova, koja poprima oblike poetsko-detektivskih urbanih putovanja (Shadow Casters); kao isprepletanje materijalnog prostora predstave i stvarnog vremena glumca s virtualnim prostorom te odloženim vremenom filma (proces_grad, III dio); kao ulazak u mikrokozmos jednog nebodera i višedimenzionalno otkrivanje njegove prošlosti, sadašnjosti i budućnosti (Čovjek je Prostor: Vitić_pleše).

## Suradnici
U dosadašnjim projektima Bacača sjenki sudjelovalo je preko 150 umjetnika i stručnajaka raznih disciplina iz više od 50 zemalja svijeta između kojih i:
- Hrvatska: Ana Hušman, Bojan Navojec, Nina Violić, Jelena Lopatić, Barbara Blasin, Emil Matešić, Goran Bogdan, Bojan Mucko, Rafaela Dražić, Lina Kovačević, Hrvojka Begović, Tanja Vrvilo, Nikša Marinović, Katija Bratković, Lucija Alfier, Mirna Ostrošić, Tea Šimić, Tomislav Krstanović, Zdenka Šustić, Zrinka Kušević, Stanko Juzbašić, Marina Pretković, Marko Sančanin, Sonja Leboš, Nebojša Slijepčević, Nataša Bodrožić, Marijan Crtalić, Jasna Jakšić, Maja Kolar, Ante Zlatko Stolica, Marko Golub, Ivan Klisurić, Ivana Borovnjak, Petra Zanki, Mila Pavičević, Nina Gojić, Dalibor Barić, Dinko Bogdanić, Tomislav Brajnović i mnogi drugi
- Srbija: Nebojša Milikić, Borka Pavićević, Jovan Ćirilov, Vlada Zarić, Vesna Perić, Aleksandra Jovanović, Dragana Stefanović, Aleksandra Erić, Mirjana Stojadinović, Aleksandar Rakežić Zograf i mnogi drugi
- Slovenija: Janja Rakuš, Tomi Janežić,
- Bosna i Hercegovina: Benjamin Bajramović, Boris Ler, Mona Muratović, Irma Alimbegović, Maja Izetbegović, Jasenko Pašić i mnogi drugi
- Sjeverna Makedonija: Filip Jovanovski, Ivana Vaseva, Snežana Altiparmak, Gjorgije Jovanović, Vladimir Lukaš, Vuk Mitevski, Jovanka Popova i mnogi drugi
- Kosovo: Jeton Neziraj
- Crna Gora: Slobodan Milatović
- Bugarska: Irina Karakaheyeva, Dessislava Mincheva, Tatiana Nedelkova
- Rumunjska: Maria Stan, Dana Somes
- Češka: Miloš Vojtechovski, Peter Sourek, Ewan McLaren
- Njemačka: Maren Schlüter, Samuel Duvoisin, Eva Busch, Monika Glan, Holger Stien,  Jan Holtmann, Corinna Vosse i mnogi drugi
- Ujedinjeno Kraljevstvo: Graham Clayton Chance, Antony Lions, William Aitchison, Rodney Harrison
- Španjolska: Alle Valle, Daniel Izquierdo
- Italija: Lara Filandri, Pina Siotto, Maura Pettorruso, Adriano Girardi, Manuel Buttus, Maurizio Zaacchignia, Daša Grgić, Elena Husu, Alessandro Rossetto, Sandro Petri, Carla Esperanza Tommassini, Angelo di Bello, Nataša Radović, Francesca Divano, Irena Radmanović, Maurizio Braucci i mnogi drugi
- Cipar: Sosso Chatzimaoli, Maria Kiryakou,
- Nizozemska: Dragan Klaić, Zhana Ivanova
- Argentina: Laura Kalauz, Natalie Branche
- Sjedinjene države Amerike: Lynn Kable, Aviva Davidson, Bertie Ferdman, Philippa Kaye, Judson Wright, Bonnie Stein i mnogi drugi
- Čile: Bruno Barla
- Meksiko: Amalia Rodriguez
- Brazil: Diogo Morret, Pablo Asumpsao,
- Japan: Emily Kyoko Snowden Naka
- Finska: Riitta Salastie

## Geografsko područje djelovanja i partneri
Projekti su producirani, ostvareni i predstavljeni i na festivalima i manifestacijama u  Zagrebu,  Dubrovniku,  Bologni,  Grazu,  Ljubljani,  Pisi,  Beogradu,  Marseille,  Leidenu,  Cluju  Genovi,  Podgorici i  New Yorku, u suradnji s lokalnim partnerima (BLOK, Dani hrvatskog filma, Eurokaz Festival, ZagrebDox, MI2 Institut, Art radionica Lazareti i Karantena Festival Hrvatska; Borštnikovo srečanje, Exodus Festival i Moderna galerija, Slovenija; Trentospettacoli, CinemaTeatro LUX,  Fabbrica Europa, Stagione di Caccia festival i Orchestra Stolpnik, Italija; CENPI i Centar Rex, SCG; Stadt Park Galerie, Graz, Austrija; LFK&La FRICHE, Francuska; Sveučilište Leiden, Nizozemska; medijski centar The Kitchen, Dancing in The Streets, Sveučilište Columbia, SAD).

## Podrška organizaciji
Bacačima Sjenki prodršku daju zagrebački Ured za kulturu grada Zagreba, Ministarstvo kulture i medija Republike Hrvatske, Ministarstvo znanosti, obrazovanja i sporta Republike Hrvatske, brojni sponzori (Zagrebačka banka, Erste banka, Ergonet, itd.) te zaklade (Zaklada Kultura nova, Nacionalna Zaklada za razvoj civilnog društva, Trust for Mutual Understanding, ArtsLink, Europska kulturna zaklada ECF) državne agencije i uredi (Ured vlade RH za ravnopravnost spolova, Agencija za elektroničke medije) i mnogi drugi.

## Do sada ostvareni projekti
2001.
- Shadow Casters Zagreb I   - Urban Festival (u suradnji)[2]
- Čitanje grada, Beograd - CENPI/Bitef festival
- Shadow Casters Bologna, Italija - Festival "Stagione di caccia" (u suradnji)[3][4]

2002.
- Shadow Casters Graz, Austria - Forum Stadpark
- Shadow Casters Ljubljana, Slovenija - Exodos Festival + Moderna galerija + Talijanski kulturni centar - Ljubljana
- Shadow Casters Zagreb II, Urban festival + Bacači Sjenki[5]
- Shadow Casters Beograd, Srbija, REX/B92 & CENPI + Talijanski kulturni centar - Beograd

2003.
- Shadow Casters New York, The Kitchen + sveučilište Columbia - SAD

2004. 
- Process_in_progress, 13 Dani hrvatskog filma + Studentski centar Zagreb, Hrvatska
- Vitić_pleše, Zagreb, Hrvatska

2005.
- Ex-pozicija Zagreb/Hrvatska - Urban festival[6]
- Vitić_Pleše drugi krug, Zagreb/Rijeka/Split, Hrvatska
- Čovjek je prostor: Druga Arhitektura, Zagreb/Rijeka/Split – Hrvatska[7]

2006.
- Bilježenje grada/ Bilježenje vremena, Zagreb – Galerija Nova, Booksa, Studentski centar  - Zagreb
- Costellazione (Ipse Dixit), Pisa/Italija – EU projekt Sidereus Nuncius, Cinema Teatro Lux, Pisa + Fabbrica Europa, Firenze
- G2 viaggi del cuore, Bologna/Italija – Bè, ljetni festival, Bologna
- Simulacija stvarnosti, Zagreb - CeKaTe Zagreb

2007.
- "Ex-pozicija" Bjelovar, Hrvatska – BOK festival
- "Ex-pozicija" Križevci, Hrvatska – Nepokoreni grad, festival
- "Ex-pozicija" Podgorica, Crna Gora – FIAT festival
- "Ex-pozicija" Beograd, Serbia – Bitef festival
- "Bilježenje grada/ Bilježenje vremena", Zagreb & Beograd – kulturni centar REX/B92

2008.
- "Odmor od povijesti", Zagreb - u suradnji s Gradskom knjižnicom "Bogdan Ogrizović" i Gradskim kazalištem ZKM
- "Ex-pozicija" Szeged, Mađarska – THEALTER festival
- "Ex-pozicija" Sarajevo, BiH – MESS festival
- "Urboteka", Zagreb
- "Bilježenje grada/ Bilježenje vremena", Zagreb/Dubrovnik/Ljubljana – ARL centar Dubrovnik & Mestni muzej Ljubljana

2009.
- "Zidne novine I", Zagreb
- "Sjenčanje grada", Zagreb – Studentski centar Zagreb
- "Ex-pozicija" Zagreb II - PS#15 + OŠ "Dr. Ivan Merz"
- "Zidne novine" /retrospektivna izložba/, Pančevo/Srbija – Gradski centar kulture
- "Ex-pozicija Pula", PUF festival
- "Ex-pozicija Split", Hrvatska – Multimedijalni kulturni centar
- "Ex-pozicija Subotica", Serbia – DESIRE Festival
- "World Reconciliation Summit", Amman/Jordan (Art & Culture Session) - u suradnji

2010.
- "Zidne novine II", Zagreb
- "Ex-pozicija Chemnitz", Njemačka – Schonste Blume des Ostens festival
- "Krizni štab - natječaj za najveće probleme i nedaće u RH", Zagreb - Galerija V. Nazor
- "Explicitni sadržaji", Zagreb – Gradsko kazalište ZKM Zagreb
- "®evolution – Master Class", Beograd/Srbija – Atelje 212
- "Ex-pozicija, Cluj-Napoca", Rumunjska – INTERFERENCES festival
- "U-oči straha", Zagreb
- "Odmor od povijesti", Zagreb – Društveni centar "Kino Mosor"

2011.
- "Muški/ženski-Ženske/muške", Zagreb/Hrvatska – Teatar &TD + MESS Festival
- "Kosovo je talentirano + Kontejneri slobode/Containers of Freedom", Pristine/Kosovo – Dodona kulturni centar + Qendra Multimedia (u suradnji)
- "Zidne novine - Krleža Parafernalie I", Zagreb - Hrvatski filmski savez + Gradski muzej Zagreb
- "Čovjek nakon smrti hoda gradom", Zagreb
- "Krleža Plenum" - Centar za kulturnu dekontaminaciju CZKD-Beograd, Srbija (u suradnji)
- "Zidne novine - Famagusta-Varosha", Zagreb
- "Zidne novine - Krleža Parafernalie II", Zagreb
- "Krleža Homo Cilindriacus", Zagreb
- "U-oči straha", Zagreb/Pakrac/Split

2012.
- "Izvještaji s druge obale", Beograd/Srbija – Kulturni centar Beograda (u suradnji)
- "Radionica i predstava urbanog hiperteksta - Ex-pozicija Limassol", Limassol/Cipar – Omada One/Off + Plesni Centar Limassol (u suradnji)
- "Sjećanja duboke luke", Limassol/Cipar - Omada One/Off + kulturni centar Mitos (u suradnji)
- "Vestibuli duša / Ex-pozicija Pergine Valsugana", Pergine/Italija - Pergine Valsugana festival + Open Lab (u suradnji)
- "Frooom 2012", Zagreb – Hrvatski filmski centar (u suradnji)
- Parafernalije Zagreb 2012, Zagreb
- "Na rubu pameti", Zagreb/Beograd/Limassol - CZKD + Omada One/Off + Lauba + KCB (u suradnji)
- "Svejedno 10", Zagreb

2013.
- "Radionica istraživanja urbanog hiperteksta", Bitola/Makedonija – Kulturni centar Bitola (u suradnji)
- "Porozna dramaturgija", Canterbury/UK – sveučilište Kent + gradsko kazalište Marlowe (u suradnji)
- "Parafernalije Zagreb 2013", Zagreb
- "Porozna dramaturgija", Exeter/UK – sveučilište Exeter (u suradnji)
- "Na rubu pameti", Zagreb/Limassol/Nikosia/Priština - qendra Multimedia + Omada One/Off (u suradnji)
- "Frooom 2013", Zagreb – Hrvatski filmski centar (u suradnji)
- "Porozna dramaturgija", Belfast/UK – kazalište Tinderbox (u suradnji)
- "Otac Hrabrost", Dubrovnik - Dubrovačke ljetne igre (u suradnji)
- "Porozna dramaturgija", Dubrovnik - IUC + sveučilište Exeter + sveučilište Kent + sveučilište Manchester (u suradnji)
- "Radionica istraživanja urbanog hiperteksta - Automakedonija/Safe place?", Skopje/Makedonija – Kulturni centar Skopje (u suradnji)
- "Lust, happiness, ende", Bitola/Makedonija – Kulturni centar Bitola (u suradnji)

2014.
- "Frooom 2014", Zagreb, Pakrac, Rijeka, Koprivnica, Split (u suradnji)
- "Brujanje grada Zagreb: TEK" (kazališna izvedba), Zagreb
- "Šapat Zidova"/radionica čitanja i bilježenja grada za djecu i mlade, Zagreb, Skopje (u suradnji)
- "Muške/ženske-Ženski/muški", (kazališna izvedba), Zagreb
- "Čovjek je prostor: Vitić_pleše" (predavanja/prezentacija/izložba), Zagreb, Prag, Firenze, Hamburg, Bangkok
- "Radio-Oko" (radiofonski projekt), Zagreb (u suradnji)
- "Zidne Novine grada Zagreba 2014.", Zagreb

2015.
- "Frooom 2015", Zagreb, Pakrac, Rijeka, Koprivnica, Split (u suradnji)
- "Muške/ženske-Ženski/muški", (kazališna izvedba), Koprivnica, Zagreb
- "Brujanje grada Zagreb: TFT" (kazališna izvedba), Zagreb
- "Brujanje grada Bjelovar: TEK" (kazališna izvedba), Bjelovar, Zagreb
- "Ex-pozicija" (kazališna izvedba/10 godišnjica igranja), Zagreb, Koeln, Prag, Opatija
- "Zidne Novine grada Zagreba 2015.", Zagreb
- "Šapat Zidova" /radionica čitanja i bilježenja grada za djecu i mlade, Bitola/Makedonija

2016.
- "Frooom 2016", Zagreb, Pakrac, Rijeka, Koprivnica, Split, Sinj, Prelog (u suradnji)
- "Šapat Zidova"/radionica čitanja i bilježenja grada za djecu i mlade, Zagreb, Skopje (u suradnji)
- "Ex-pozicija" (kazališna izvedba/10 godišnjica igranja), Zagreb
- "Na rubu pameti" (predavanje/prezentacija), La Valetta/Malta
- "Neispričani Zagreb" (izložba 10-godišnjice Zidnih Novina grada Zagreba), Zagreb (u suradnji)
- "Bitka na Naretvi" (kazališna izvedba), Skopje, Bitola, Dubrovnik, Split, Kotor, Podgorica, Kutina, Slavonski Bord, Zagreb
- "Što će nama zajednica?" (u okviru radiofonskog projketa "Radio-Oko"), Zagreb (u suradnji)
- "Zidne Novine grada Zagreba 2016.", Zagreb

2017.
- "Kad bi prostori mogli govoriti", radionica/konferenicija (u okviru međunarodnog projekta IBCT), Zagreb (u suradnji)
- "Living Memory Theater: Performing Heritage in Zagreb and Dubrovnik",[8] Awery Hall/Cloumbia university, New York
- "Druga strana predstave" (kazališna izvedba), Zagreb
- "Frooom 2017."/intermedijalna filmska radionica za djecu i mlade, Zagreb, Prelog, Sinj, Split, Koprivnica, Rijeka (u suradnji)
- "Šapat Zidova" /radionica čitanja i bilježenja grada za djecu i mlade, Zagreb (u suradnji)
- "Ex-pozicija Yerevan" Hipertekstualnost svakodnevnice (radionica, istraživanje, predavanje, izvedba), Yerevan, Armenija (u suradnji)
- "Bitka na Neretvi" (kazališna izvedba), Yerevan, Bjelovar, Split, Zagreb, Koprivnica, Ljubljana
- "If building could talk" (međunarodni urbani projekt), Skopje, Makedonija
- "Točka privlačenja", (u okviru međunarodnog projekta IBCT), Zagreb (u suradnji)
- "Sjećanja duboke luke" (intermedijalno istraživanje), Limassol/Nikosia/Pathos/Famagusta, Cipar (u suradnji)
- "Mala retrospektiva smrti", Zagreb (Šipan, Varaždin, Sinj, Dubrovnik, Prelog...) (u suradnji)
- "100% Vitić" (izložba/urbana instalacija, zidne novine), Zagreb
- "Pametniji grad" /konferencija/radionica (u okviru međunarodnog projekta IBCT), Zagreb (u suradnji)
- "Zidne Novine grada Zagreba 2017.", Zagreb

2018.
- "Savršenstvo kruga" - dugometražni dokumentarni film - u razvoju
- "Centar oblikovanja svakodnevice" - interdisciplinarni participativni EU projekt u partnerstvu s Hrvatskim dizajnerskim društvom, Muzejem za umjetnost i obrt te Udruženjem umjetnika primijenjenih umjetnosti
- "Obrana i posljednji dani" - izvedbeni projekt
- "$v€ j€ u novcu" - izvedbeni projekt u partnerstvu s Slovenskim narodnim gledališčem u Trstu i udrugom Mamarogi (TS)
- "Re-writing Constitution" - izvedbena radionica u partnerstvu s kulturnim centrom Mythos na Cipru
- "Samo nebo nam je granica" - filmska radionice (početne, napredne i master) za građane treće životne dobi u Pakracu, Zagrebu i Sinju
- "Frooom! 2018." - filmske školaz a djecu i mlade u Zagrebu, Rijeci, Splitu, Komiži, Prelogu Gradecu, Sinju i Koprivnici
- "Pametniji grad 2018." - Zagreb
- "Bitka na Neretvi" - izvedbeni projekt - turneja 2018. Srbija

2019. 
- "Frooom! 2019." - filmske škola za djecu i mlade u Splitu, Zagrebu, Prelogu, Sinju, Osijeku, Koprivnici i Rijeci
- "Samo nebo nam je granica 2019."- filmska radionice (početne, napredne i master) za građane treće životne dobi u Puli, Zagrebu i Karlovcu
- "World Media Caffe", Zagreb, Kino Europa
- "Naslijeđe i baština za oblikovanje budućnosti" - u okviru EU projekta "Centar oblikovanja stvarnosti"
- "$v€ j€ u novcu" - izvedbeni projekt i dokumentarni film u koprodukciji s tršćanskom udrugom Mamarogi te u produkcijskoj suradnji s CSS-stalnim kazalištem inovacija regije Friuli Venecija Giulia
- "Film o filmu" - program meta filmskih projekcija i radionica
- "CinEd" - Europska mreža za filmsko pismenjavanja djece i mladih te stručno usavršavanje nastavnika
- "Bitka na Neretvi" - izvedbeni projekt - turneja 2019. Hrvatska

2020. 
- "Frooom! 2020." u Zagrebu, Rijeci, Gradecu i Koprivnici
- "Samo nebo nam je granica/Filmski labirint 2020."- filmska radionice (početne, napredne i master) za građane treće životne dobi u online varijanti
- "Ex-pozicija 2020" - nova varijanta izvedbenog projekta
- "Kazačok" - izvedbeni projekt za Zoom kazalište
- "CinEd 2.0" - Europska mreža za filmsko pismenjavanja djece i mladih te stručno usavršavanje nastavnika - novi ciklus (do 2022.)
- Stručna predavanja i radionice Bacača sjenki u Dakki (Bangladeš), Perthu i Sidneyu (Australija) te u Wellingtonu (Novi Zeland)
- "22 ljudi sa svojstvima" - program razvoja publike u RH

2021. 
- "Frooom! 2021." u Zagrebu, Rijeci, Gradecu i Koprivnici
- "Samo nebo nam je granica/Filmski labirint 2021." - filmska radionice (početne, napredne i master) za građane treće životne dobi u online varijanti te u Zagrebu
- "Ex-pozicija 2021" - nova varijanta izvedbenog projekta
- "Kazačok" - izvedbeni projekt za Zoom kazalište
- "CinEd 2.0" - Europska mreža za filmsko pismenjavanja djece i mladih te stručno usavršavanje nastavnika - novi ciklus (do 2022.)
- "Digitalni arhiv projekata Bacača sjenki", online, Zagreb

2022.
- Frooom! 2022. u Zagrebu, Rijeci i Koprivnici
- Samo nebo nam je granica/Filmski labirint 2022. - filmska radionice (početne, napredne i master) za građane treće životne dobi u online varijanti u cijeloj RH te u Zagrebu uživo
- "Ex-pozicija 2022" - nova varijanta izvedbenog projekta
- "Kazačok" - izvedbeni projekt za Zoom kazalište
- "CinEd 2.1" - Europska mreža za filmsko pismenjavanja djece i mladih te stručno usavršavanje nastavnika - novi ciklus (do 2024.)
- "Film naopačke" - ciklus filmski projekcija s radionicama u Zagrebu i RH
- "TwistedEdu" - obrazovno zagovarački EU (Erasmus+) projekt pričanja, stvaranja i snimanja priča o destigmatizaciji
- "Konstelacije zajednice" - EU projekt osnaživnja zajednice u Sisačko - moslavačkoj županiji
- "Vaše zidne novine" - radionice urbane baštine u Gospiću, Đakovu i Puli
- "Šapat zidova" - radionice promišljanja i poučavanja grada i urbanog hiperteksta u Zagrebu, Đakovu i Puli
- "Pametniji grad 03 - Feniks ili Apkalipsa" - izložbe, predavanja i radionice promišljanja grada u ozračju pospotresnog odgovora i komparativnih studija iz Nepala, Japana, Turske, Maroka, Sjedinjenih država, Čilea i Hrvatske

2023.
- "Frooom! 2023." u Zagrebu, Velikoj Gorici, Rijeci i Koprivnici
- Samo nebo nam je granica/Filmski labirint 2023. - filmska radionice (početne, napredne i master) za građane treće životne dobi u online varijanti u cijeloj RH te u Zagrebu uživo
- "Ex-pozicija 2023." - nova varijanta izvedbenog projekta
- "CinEd 2.1" - Europska mreža za filmsko pismenjavanja djece i mladih te stručno usavršavanje nastavnika - novi ciklus (do 2024.)
- Film naopačke - ciklus filmski projekcija s radionicama u Zagrebu i RH
- "TwistedEdu" - obrazovno zagovarački EU (Erasmus+) projekt pričanja, stvaranja i snimanja priča o destigmatizaciji (do 2024.)
- "Zidne novine 2023." - urbano istraživački izložbeni projekt materijalne i nematerjalne baštine grada
- "Urboglifi - množenje grada" - projekt promišljanja zajedništva, kulture i grada u lokalnim zajednicama
- "Šapat zidova" - radionice promišljanja i poučavanja grada i urbanog hiperteksta u Zagrebu
- "Vitić pleše" - premijera i distribucija dugometražnog dokumentarnog filma u Hrvatskoj, Sjevernoj Makedoniji, Srbiji, Bugarskoj, Indiji i Švedskoj.

2024. 
- "Frooom! 2024." u Zagrebu, Velikoj Gorici, Rijeci i Koprivnici
- "Samo nebo nam je granica" - intergeneracijske filmska radionice (početne, napredne i master) za građane treće životne dobi u Zagrebu, Koprivnici i Rijeci
- "Ex-pozicija Zagreb 2023." - nova varijanta izvedbenog projekta "Stanje zemlje"
- "Pametniji grad 04" - "Stanje zemlje" - izložbe, predstave, predavanja i radionice promišljanja grada u ozračju klimatske apokalipse i onečišćenja okoliša
- "Urboglifi - množenje grada" - projekt promišljanja zajedništva, kulture i grada u lokalnim zajednicama
- "Šapat zidova" - radionice promišljanja i poučavanja grada i urbanog hiperteksta u Zagrebu i Tkonu
- "Konstelacije zajednice II" - Topusko, Sisak, Petrinja, Glina
- "TwistedEdu + Izvrnuta izvedba" - Zagreb
- "CinEd 2.1" - Europska mreža za filmsko pismenjavanja djece i mladih te stručno usavršavanje nastavnika - produžetak projekta (do 2025.)
- "Vitić pleše" - distribucija dugometražnog dokumentarnog filma u Hrvatskoj, Mađarskoj, Italiji, Turskoj, Ecuadoru, Malti i Čileu.

2025. 
- "Između baštine i filma" u Zagrebu, Dubravi, Farkaševcu, Puli, Đakovu, Biogradu i Tkonu
- "Frooom! 2025." u Zagrebu, Velikoj Gorici, Rijeci, Koprivnici, Splitu i Sisku
- "Samo nebo nam je granica" - intergeneracijske filmska radionice (početne, napredne i master) za građane treće životne dobi u Zagrebu, Koprivnici, Rijeci i Sisku
- "Ex-pozicija 2025." - 20-godišnjica igranja predstave - 20-godišnjica  akcije"Operacija Grad"
- "Urboglifi - Urboteka" - projekt promišljanja zajedništva, kulture i grada u lokalnim zajednicama kroz film i baštinu
- "CinEd Lab" - Europska mreža za filmsko pismenjavanja djece i mladih te stručno usavršavanje nastavnika - produžetak projekta
- "Vitić pleše" - distribucija dugometražnog dokumentarnog filma u Hrvatskoj, Njemačkoj, Kanadi, Češkoj, Sloveniji, Francuskoj, SAD i Bangladešu.
- "Magareći otok" - razvoj i produkcija dugometražnog igrano-dokumentarnog filma

-->

## Vanjske poveznice
- Službene stranice organizacije Bacači sjenki
- Stranica filmske škole za djecu i mlade Bacača sjenki
- Arhiva projekata Bacača sjenki
- Arhiva projekta "Zidne novine"
- Arhiva projekta "Ex-pozicija"